# بوبي هاو
بوبي هاو (بالإنجليزية: Bobby Howe)‏ (6 نوفمبر 1973 في المملكة المتحدة - ) هو لاعب كرة قدم بريطاني في مركز الوسط. لعب مع إيبسويتش تاون وسويندون تاون ونادي فارنبوروه ونوتينغهام فورست وهافانت أند ووترلوفيل.

## وصلات خارجية
- بوبي هاو على موقع قاعدة بيانات كرة القدم.إي يو (الإنجليزية)
- بوبي هاو على موقع Soccerbase.com (لاعب) (الإنجليزية)
- بوبي هاو على موقع عالم كرة القدم.نت (الإنجليزية)